# بوسعادة
بوسعادة مدينة جزائرية سياحية تقع على بعد 242 كلم جنوب العاصمة الجزائرية. من مسمياتها بلد السعادة وكذا مدينة العظماء.
عرفت بوسعادة منذ القدم كمركز تجاري مهم ينتج ويسوق فيها الحلي والمجوهرات الفضية والسجاد والصناعات التقليدية أخرى كالخناجر (الموس البوسعادي) التي حمل اسم المدينة، إضافة لكونها مركزا تجاريا للرحالة، فهي موقع سياحي وطني خاصة في فصل الشتاء، وتشتهر في الصيف بجمال منظر الواد المسمى واد بوسعادة وأهم مناطق الواد هي: طاحونة فريرو، قلتة الجمل، جنان الرومي، الحجرة الطايحة، المقطع، المغارات السبعة، عين بن سالم.
ترتبط المدينة جيدا مع مدن أخرى بفضل الطرق. فهي على بعد 70 كم من المسيلة عاصمة الولاية جنوبا و175 كم عن بسكرة و130 كم عن برج بوعريريج و120 كم عن الجلفة.
و تعتبر من أقدم الدوائر في الجزائر

## التقسيم الإداري
بوسعادة كانت عاصمة الدولة الجزائرية بعد الاستقلال لمدة شهرين ونصف بحكومتها وقيادة أركانها
تتبع بوسعادة إداريا لولاية المسيلة منذ 1974، وكانت تابعة قبل ذلك لولاية التيطري ولاية المدية وهي من أكبر دوائرها
بوسعادة تم ترقيتها من دائرة إلى ولاية منتدبة يوم 26-11-2019

## السكان
قدر عدد سكان البلدية بـ 134000 نسمة (إحصائيات 2008).
| السنة | عدد السكان                        |
| ----- | --------------------------------- |
| 1954  | 66,800                            |
| 1966  | 26,300                            |
| 1977  | 46,800 (المدينة) 50,100 (البلدية) |
| 1987  | 68,700                            |
| 1998  | 99,800                            |
| 2000  | 104,800                           |
| 2008  | 134,000                           |

وتضم المدينة أحياء شعبية كثيرة منها أحياء الموامين والدشرة القبيلة والقصر بوسط المدينة قرب ساحة الشهداء واحيائه الضيقة وأحياءالكوشة والقيسة وحي 20 أوت وحي ميطر وسيدي سليمان ذو الكثافة السكانية العالية حيث يعتبر أكبر حي في الجنوب من حيث عدد السكان 000 54 نسمة.

## منطقة بوسعادة الثورية
شهدت منطقة بوسعادة ابان ثورة التحرير الكبرى معارك هامة وساهم أبناء المنطقة في حرب التحرير الكبرى ومن أهم المعارك التي شهدتها بوسعادة والمناطق المجاورة لها معركة جبل بوكحيل 55 كلم جنوب المدينة في مدينة عين الريش ومعركة جبل ثامر جنوب بوسعادة كما توفي بالمنطقة قائدي الثورة الكبيرين العقيد عميروش وسي الحواس في مدينة عين الملح رحم الله شهداءنا الابرار.
بوسعادة كانت مقرا الولاية السادسة ابان الثورة
تاريخ بوسعادة كما يقدمه علماء الآثار والباحثون يضرب في أعماق التاريخ يحكي شواهد هذه الواحة التي يقول المؤرخون الاستنجاد بالولي الصالح سيدي ثامر وسيدي سليمان وهم من اشراف الذين يستوطنون ساقية الحمراء، وكان للبدارنة أراضي تمتد على ضفاف الوادي وهكذا تم تشييد أول مسجد ـ جامع النخلة ـ أنشأت حوله سكنات للولي سيدي ثامر وعائلته وأخرة لأتـباعه وتلاميذه، وأسسوا قصر بوسعادة وكانت معظم المدن المحيطة به مزدهرة ونظراً للنمو السكاني تم توسيع مجال القصر وحسب تقرير «الكولنال بان» أنها كانت آهلة بالسكان منذ عصور ما قبل التاريخ وقد تم العثور على مسافة 4 أو 5 كلم جنوب المدينة على العديد من الآثار التي تدل على وجود سكان على ضفاف وادي بوسعادة منذ العهد «الايبيروموريزي» أي منذ حوالي ثمانية آلاف أو عشرة آلاف سنة.
كما تم العثور على كمية كبيرة من الأدوات المصنوعة من معدني الليتيوم واستخرجت المكاشط والصفيحات وقطع الصوان والذهب الماسي من طبقات المعادن المحاذية للوادي بالإضافة إلى بقايا جثث حيوانات ذلك العهد.
وعلاوة على ذلك فقد لاحظ المؤرخون والباحثون وجود اثر حيوانات رباعية الأقدام على جدران صخرية تبعد بعض الكيلومترات شمال غرب واحة بوسعادة وكانت هذه الحيوانات محل اصطياد وعيش أناس ما قبل تاريخ عصر المنطقة.
فعلى طول سلسلة جبال سلات وفي أعالي طريق سيدي عامر ما زالت تلاحظ رسومات صخرية هي أشبه برسوم البيسون أما الرسوم الصخرية فتذكر الزائر بصور التاسيلي الجدرانية التي تشابهها اشد الشبه ولكن الباحثين لا يعلمون الشيء الكثير عن المدة التي تفصل بين حياة أولئك الذين عاشوا في عصر ما قبل التاريخ وبين حياة سكان الحضنة الذين يشهد التاريخ بأنهم من أوائل سكان هذه المنطقة غير انه قبل الاحتلال الروماني لأماكن محددة من السهب كانت هذه الأخيرة آهلة «بالجيتول» وهؤلاء البرابرة الرحل كانوا في تنقل مستمر في الهضاب العليا بحثا عن المراعي.

## ماذا قال المؤرخون عن بوسعادة

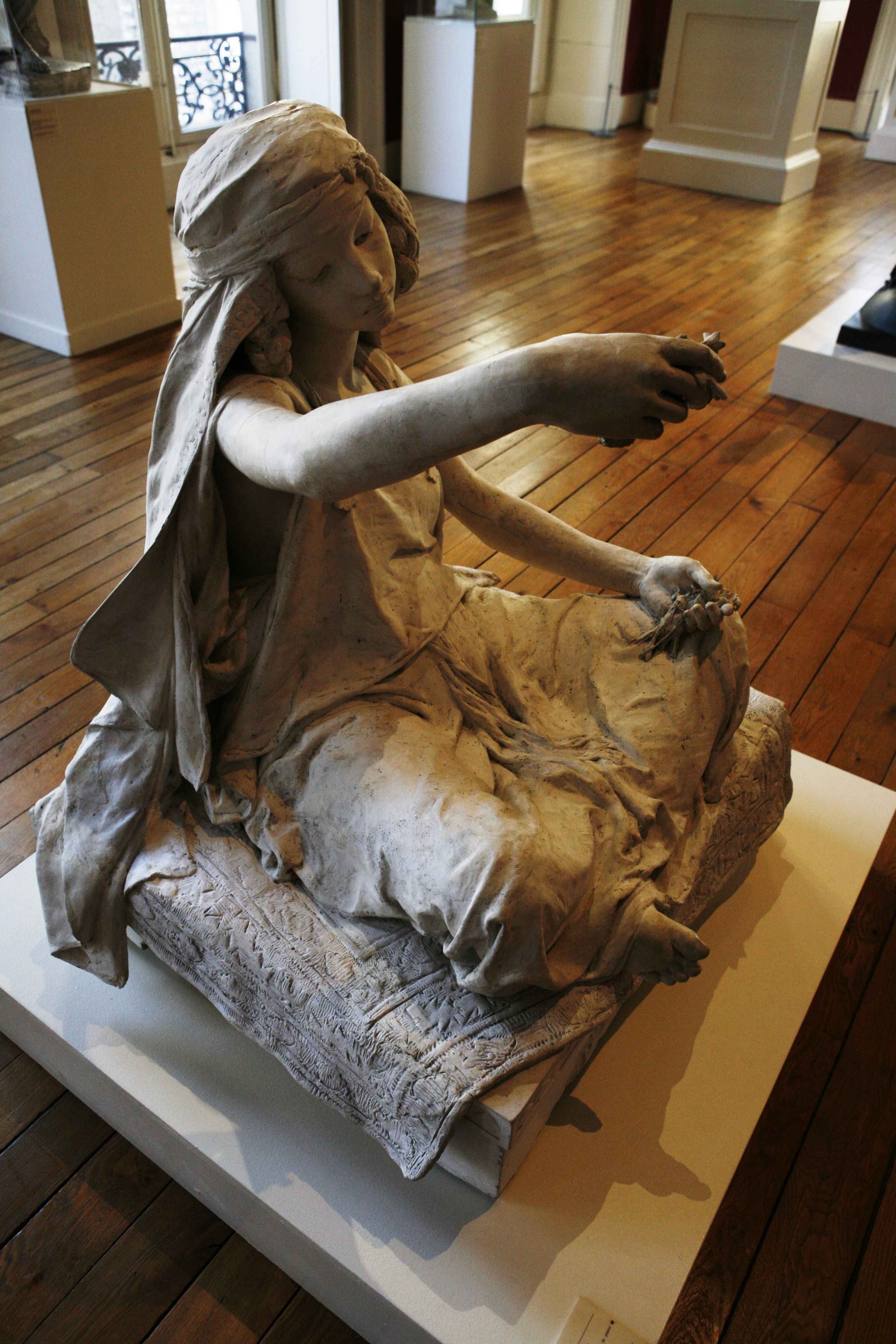
تمثال لفتاة من بوسعادة.

لقد عني كثير من المؤرخين بتاريخ بوسعادة وشخصياتها ولعل الشيخ أبوالقاسم محمد الحفناوي المعروف بابن عروس بن سيدي إبراهيم الغول وهو ابن بوسعادة قد أشار في كتابه المعروف «تعريف الخلف برجال السلف» إلى تاريخ المنطقة وأوضح يقول: على تبجح المتفيقهين الذين لا يقيلون عثار المخطئين وقريتهم في سفح جبل يسمى أبا العرعار من فروع جبل سالات المذكور أكثر مرة في تاريخ العلامة ابن خلدون وهو جبل شامخ كثير السواعد وفيه أثار للأولين وأقربهم إلينا في التاريخ بنو برزال المتنقلون إلى الأندلس، كما ذكره ابن خلدون ومن فروعه جبل القليعة وهو جبل رفيع قمته مربعة وفي سطحها ديار كانت لأحد رؤساء زناتة ثم صارت إلى بعض رؤساء العرب ومنهم قتيل ذئاب في محل الرمل واليراع ويعني بذلك كدية «بانيو» التي اكتشف فيها اليوم عنصر عجيب من صنع قدماء المهندسين.
وقال ابن خلدون: وكان مقامة بينهم سنة يختلف إلى بني برزال بسالات وإلى قبائل البربر بجبل أوراس يدعوهم جميعا إلى مذهب النكارية إلى أن ارتحل إلى أوراس واستبحر عمران هذا المصر واعتصم به بنو واركلا هؤلاء والكثير من ظواعن زناتة عند غلب الهلاليين اياهم على المواطن واختصاص الأثبج بضواحي القلعة والزاب وما إليها.
ولعل بعض هذه الإشارات التاريخية تدل على ما فيه الكفاية على تاريخ بوسعادة وامجادها الماضية.
لا تزال مدينة بوسعادة وهي مدينة العلم والفكر تشتهر برجالاتها المثقفين ممن بنوا صرح الجزائر الثقافي والفكري والعلمي فلقد برز بها مصلحون ومفكرون وعلماء ورجال دين كالشيخ الديسي وغيره الكثير بل ان بوسعادة لا تزال حتى اليوم موطن شعراء وموسيقيين جزائريين مجيدين ولعلها حالة من التواصل الفكري الذي يسري في نسيج المدينة ورجالاتها وعمرانها.

## الطبيعة المعمارية للمدينة

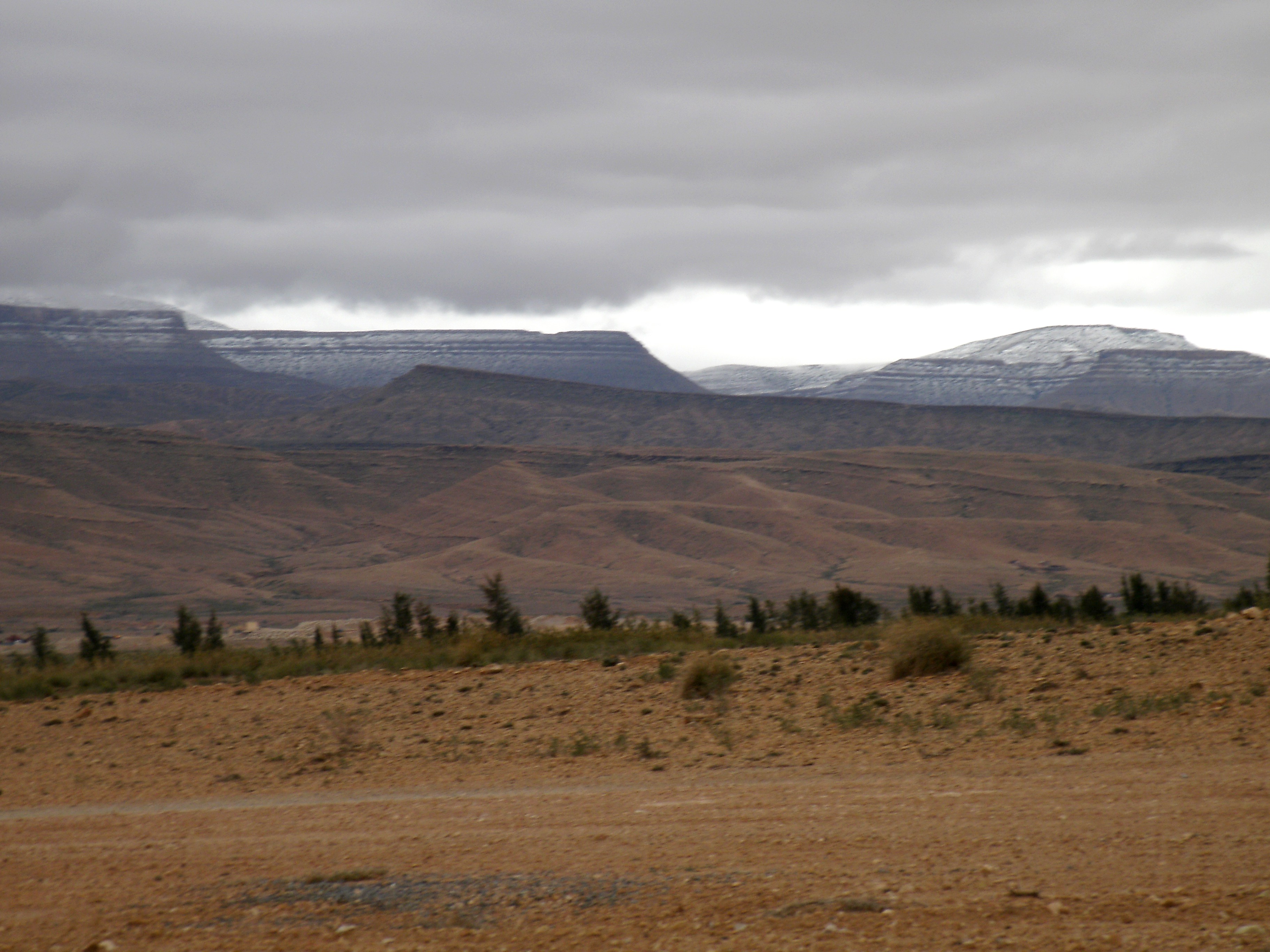
منظر طبيعي ببوسعادة.

لقد اشتهرت بوسعادة مثل بقية المدن الجزائرية التاريخية بفنون العمارة الإسلامية وشهدت فيها المساجد والبناءان العمرانية نموا ملحوظا بل وبرز من خلال هذا العمران أهمية الروح الإسلامية والطراز الهندسي الفاخر الذي تميزت به مساجد بوسعادة كما هو حال مسجد زاوية الهامل ذي الطراز المعماري الرائع ومسجد النخلة والمسجد العتيق الذي بناه الشيخ العالم سيدي ثامر.
وقد استعمل البناءون البوسعاديون في عمارتهم وسائل طبيعية كالنخيل والعرعار ووظفوا ما لديهم توظيفا موفقا في بناء المساجد التي تقدم النموذج الأمثل في العمارة والبناء الإسلامي بفنونه وزخارفه وطرزه الرائعة ناهيك عن العلوم وفنون التحصيل المعرفي الذي تميزت به بوسعادة عبر تاريخها المجيد ولا تزال بهذا الصدد زاوية الهامل معلما دينيا وحضاريا وفكريا يشع على المنطقة بعلومه ورجاله ولا يزال دير الهامل غارقا في متاهة الزمن وفيا لتدريس المباديء القرآنية المتواصل على مر الأيام منذ تأسيس هذه الهيئة في عصر الأمير عبد القادر الجزائري ولا يزال يتميز بتجديد حسن الضيافة وبالهدوء في ممراته المظللة والقبة التي تمثل قبر المؤسس والذي يرجع لها الفضل في تذكيرنا بعصور أخرى لا تزال تجيء دائما محملة بالإشعاع والعلم والفكر.
لمدينة بوسعادة عالمها الخاص رائحة التراث وعبق الماضي، السيوف والبرانس، الفضة والذهب وحلي العرس وهدايا تذكارية لا تنسى ولا شك أن «الحلية -الحرز» تشكل أكثر لغزا من بين حلي هذه الواحة وهي التي تضطلع بوظيفتين: وظيفة واقية من الأمراض ووظيفة جمالية وان الطلسم ذا العلبة الفضية هو في الواقع وقبل كل شيء مجمع لآيات قرآنية يفترض أنها تبعد كل العناصر المرضية وأولها الشياطين.
ففي مجتمع تقليدي بدائي ما زالت الأداة التي تبعدالشيطان عن الناس هي علاج واق يجله الناس ويقدرونه هذا على كل حال يتعلق بالمحتوى، أما بخصوص الحاوي «العلبة» فانه إذا كانت العلبة صغيرة مصنوعة من الفضة المنحوتة فهو يزيد من جمال الشخص الذي يحمله وان الحلية التي تحصن الإنسان غالبا ما يكون حجمها «4 سم في 3 سم» فيلبسها المحصن في غاب الأحيان من سلسلة فضية جميلة وهو ما يزيد حاملها جمالا وزينة.
وأما علبة الجلد الأحمر «فيلالي» فما هي إلا رد على صندوق الفضة الصغير وهما متشابهان في الواقع.
غير ان العادة جرت بين سكان الواحة على استعمال حجاب الفضة أفضل من استعمال تميمة الجلد وحتى المشبك «أو المجحن البسيط» فيصلح لان يكون أداة زينة نفسه الوقت فهو أداة نفعية وفائدة هي ربط جانبي هدبي اللباس الصوفي، وأشهر أنواع المشابك المعروفة عند سكان الواحة هو «الشياط» الذي هو عبارة عن قطعة من الحلي مثلثة الشكل ومرصعة وبها مسننة رقيقة كما يمكن أن نذكر «المساك» الذي يصلح أيضا لشد أطراف الثياب. ويعد كل من الحزام «السبتة» واليد «خمسة» من نفس فئة الحلي ذات المنفعة المباشرة.

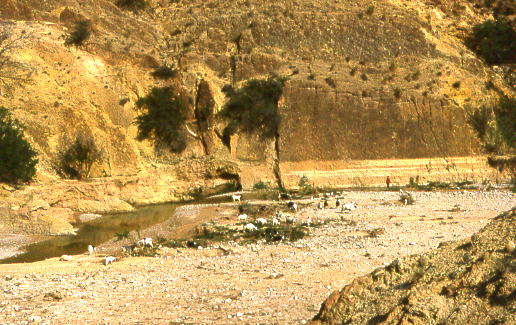
وادي بوسعادة.
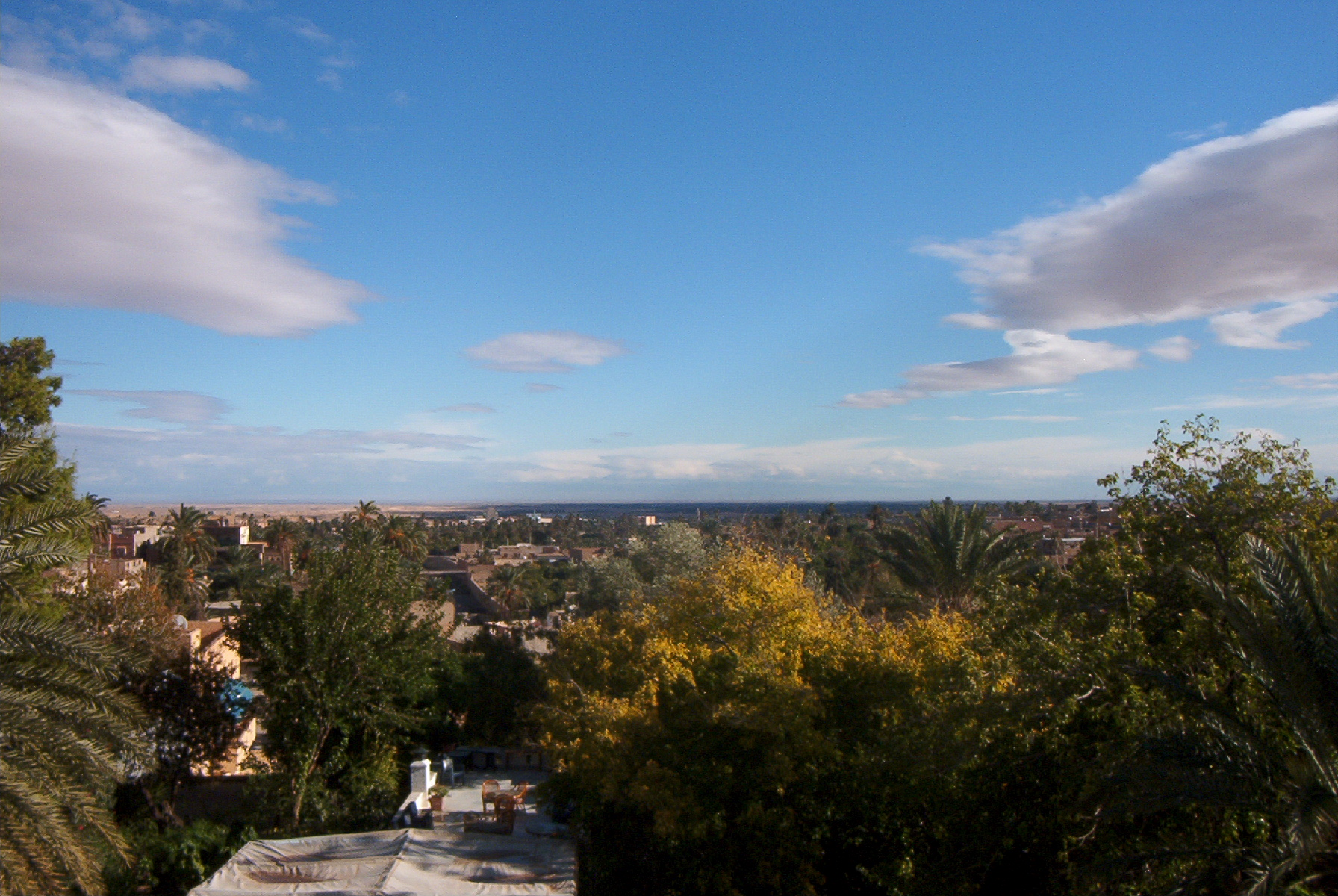
بوسعادة.
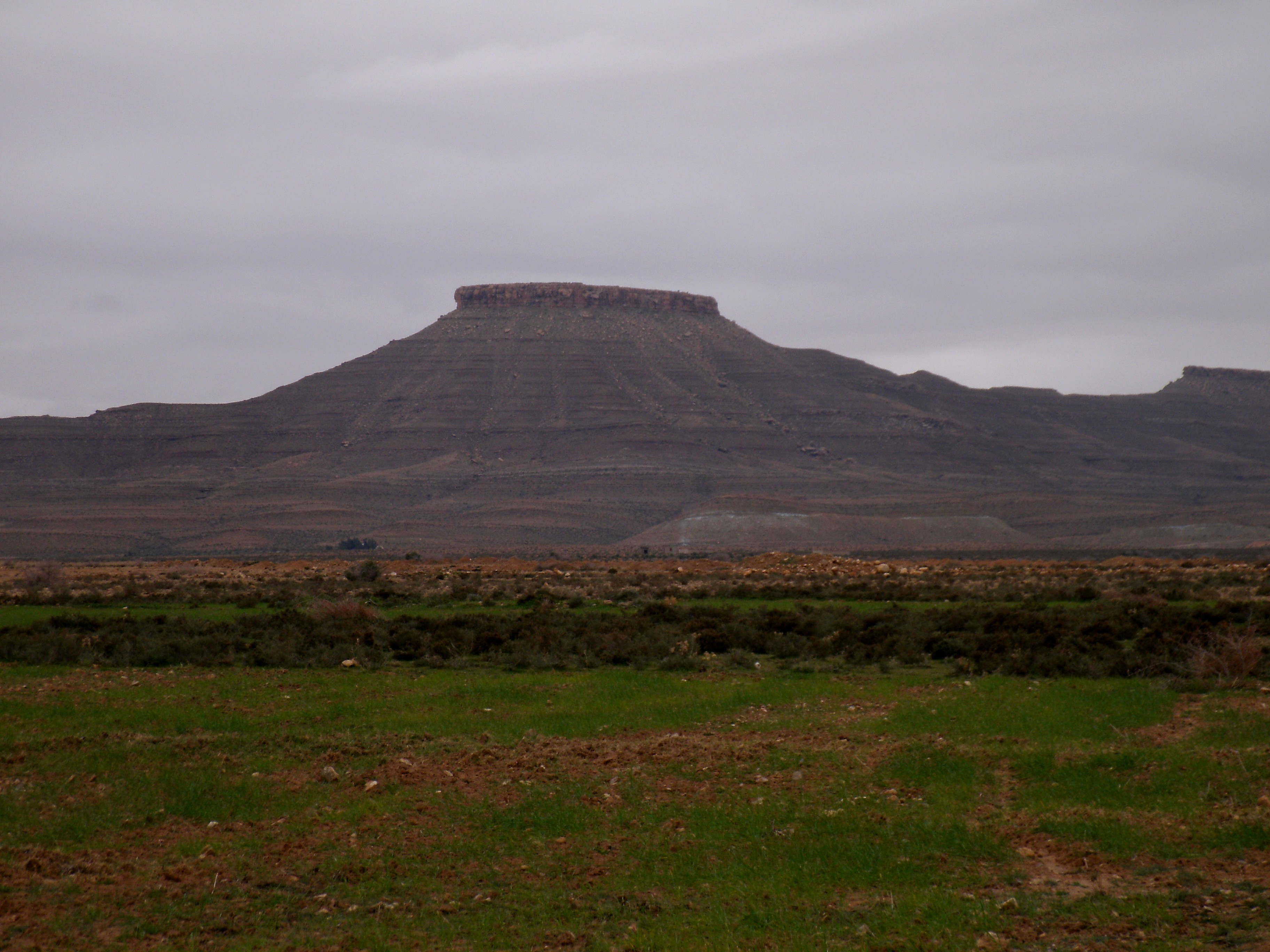
جبل سالات بشمال بوسعادة
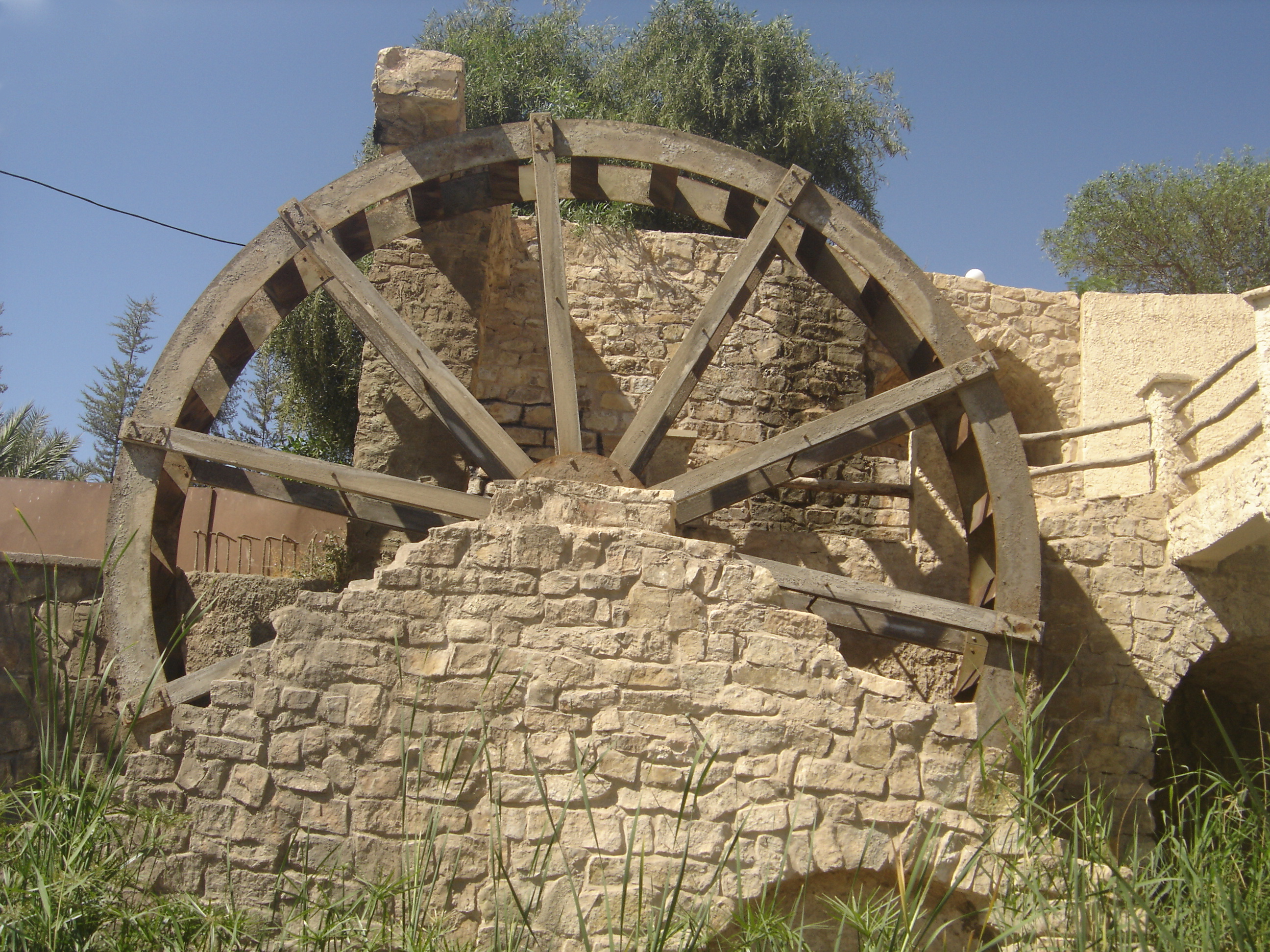
مجسم لطاحونة فيريرو بوسط مدينة بوسعادة

## الصناعات التقليدية والتراث
ما زالت صناعة الحلي ببوسعادة تتوارث أبا عن جد وهي الصناعة التي ساعدت سكان الواحة على العيش والتأقلم مع ظروف البيئة ففي القدم كان الحرفي يستعمل موقدا يحفر له في الأرض واليوم يستعمل وعاء قدره بعض الليترات وسندنا حجمه 30 في 10 سم وقوالب حجمها 10 في 5 سم ومطرقة وملقطا وحصبة وقطعة حديدية ليساوي ويصقل محتوى القالب وكذلك مبردا وأحيانا زقا أو منفاخا.
الخيل هو عنوان آخر لمدينة تضرب في أعماق التاريخ والفحولة العربية، البوسعاديون خيالة بطبعهم وعندما تستمع إلى أحمد بختي الشريف ممثل الديوان السياحي لبوسعادة تشعر بالراحة والتلقائية التي تغمر قلبك وانت تجلس داخل الخيمة البوسعادية حيث الشاي الأخضر والفول السوداني ولذة الصحراء التي تختزل زمن الشعر والغناء والفلكلور الشعبي الذي تشتهر به بوسعادة ويرتفع عاليا مدويا جميلا اخاذا صوت المطرب الكبير خليفي أحمد بصوته وشدوه الذي يجيء جميلا عذبا مع صوت شابة بوسعادية ساحرة لقد كانت الخيمة دليل الكرم والضيافة العربية..........

## المساجد
اشتهرت بوسعادة منذ القدم بمساجدها، ولعل أهمها هو مسجد العتيق أو النخلة أو سيدي ثامر، والذي بناه سيدي ثامر منذ أكثر من ثمان قرون، ومسجد البشير الإبراهيمي الذي اشتهر بزخرفته وبنائه الذي يشبه مساجد تركيا، ومسجد بلحطاب، مسجد الموامين، مسجد صلاح الدين الأيوبي، مسجد اسطيح، مساجد الحق / الفلاح، التقوى / الصحابة / ومسجد عمر بن عبد العزيز وطارق بن زياد وعائشة أم المؤمنين والمجاهد غيرها.

## التعليم:يوجد في بوسعادة 45ابتدائية.20متوسطة.11ثانوية.ومدرسة عليا لاساتذةو5مراكز للتكوين المهنية ومعهد للفندقة والسياحة .

### ثانويات
تضم بوسعادة عدة ثانويات:
- ثانوية زيري بن مناد، حي السيطيح
- ثانوية أبي مزراق (المعهد الإسلامي سابقا)، حي الهضبة
- ثانوية محمد الشريف بن شبيرة، الطريق الرئيسي للمدينة
- ثانوية عبد الرحمان الديسي، حي الموامين
- ثانوية محمد بوضياف، حي محمد شعباني
- ثانوية الإخوين حساني، الباطن المدينة الجديدة
- ثانوية عبد القادر بن رعاد، حي سيدي سليمان
- ثانوية طريق الجزائر بحي غزة
- ثانوية حي عدل
- ثانوية غزة الجديدة
- ثانويةحي5جويلية

### المركز الجامعي
تتوفر مدينة بوسعادة على جامعة و توجد أيضا المدرسة العليا للاساتذة بوسعادة وتعد المدرسة مؤسسة من مؤسسات التعليم العالي خارج الجامعة وتهدف لضمان تكوين المكونين لفائدة قطاع التربية الوطنية وكذا القطاعات الأخرى حسب الحاجة.
```
انطلق التكوين بهذه المدرسة خلال أول موسم دراسي لها 2015/2016 يضمن 05 فروع تكوين في الأطوار الثلاث ابتدائي، متوسط وثانوي.
```

## الرياضة
تعتبر كرة القدم الرياضة الأكثر شعبية في بوسعادة، كما هو الحال في بقية البلاد. ويوجد في بوسعادة نادي أمل بوسعادة الذي يلعب في الرابطة المحترفة الثانية، ويلعب مبارياته المحلية على ملعب مختار عبد اللطيف.

## الرسام الفرنسي اتيان ديني

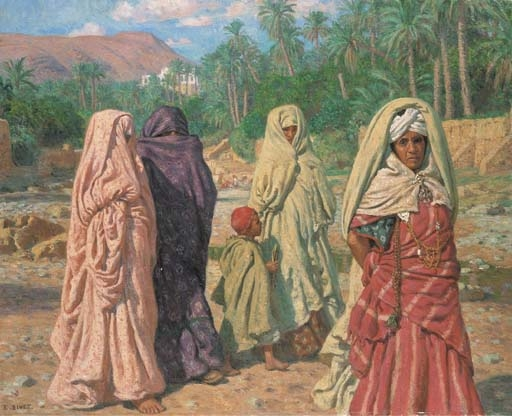
رسم إيتيان دينيه : نساء يقطعن واد بوسعادة.
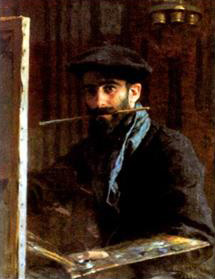
صورة الرسام إيتيان دينيه.

ناصر الدين دينيه (بالفرنسية: Alphonse-Étienne Dinet ولد باسم ألفونس إتيان دينية) (28 مارس 1861 - 24 ديسمبر 1929، باريس) هو رسام فرنسي
ولد في باريس سنة 1861 م في وسط عائلة برجوازية، كان والده قاضيًا فرنسيًا بارزًا.[1] في عام 1865 ولدت شقيقته جين، التي ستكون كاتبة سيرته الشخصية، أما جده فقد كان مهندسا، وأمه تدعى ماري لويز اديل وهي ابنة محامي
العاشق المسلم هو عاشق بوسعادة وفنانها الكبير الذي يسمى بيته اليوم بمتحف نصر الدين ديني جاء من باريس من تلافيف الحضارة المادية وضيق الأيديولوجيات التي لا تريح مزاج المبدع فخرج يطوي الأرض نحو بوسعادة حيث حط الرحال واستراحت نفسه للإسلام فدخل فيه فردا مؤمنا كأعذب ما تكون روح المسلم وتلقب باسم نصر الدين ديني المولودبباريس عام 1861 ميلادي والمعتنق للإسلام عام 1913 م بعد أن قضى فترة طويلة في واجهة بوسعادة يستلهم من جمالها لوحاته وابداعاته تمثل صورة الحياة الصادقة الصافية في وجوه نساء جميلات يعتمرن اللباس التقليدي ويمشين إلى الواحة فيسحرن الناظر اليهن ويأخذن بنياط قلبه لقد عبر نصر الدين الفنان المسلم حدود الجمال الطبيعي وذهب بعيدا في غور الروح فاذا هو يصوم ويصلي.
بعد انتهاء موسم الحج في 2 أبريل 1929 م سافر الحاج نصر الدين إلى باريس حيث توفي هناك بعد أشهر قليلة في 24 ديسمبر 1929 م، ونقل جثمانه بعدها إلى مدينة بوسعادة في ضريح ليستريح في المدينة التي لطالما عشقها.
في الثلاثينيات من القرن الماضي أنشا في بوسعادة متحف نصر الدين دينات لا زال لحد اليوم موجودا وهو من أكبر المتاحف.
المقارنة مع الرسامين الحداثيين مثل هنري ماتيس، الذي زار أيضا شمال أفريقيا في العقد الأول من القرن العشرين، فإن لوحات دينية جد متحفظة للغاية، فهو يحب التمثيل والمحاكاة والواقع الاثنوغرافي، في تعامله مع الموضوع.
درايته وفهمه للثقافة واللغة العربية ميزته عن الفنانين المستشرقين الآخرين، مما مكنه العثور على نماذج عارية في الجزائر الريفية، وهو أمر صعب في هذه المجتمعات العربية. يمكن وصف معظم أعماله قبل سنة 1900 بأنها «مشاهد بشرية واقعية ومعاصرة» كما زاد اهتمامه بالإسلام، وبدأ برسم الموضوعات الدينية. وكان نشطا في ترجمة الأدب العربي إلى اللغة الفرنسية، من بين أعماله ترجمة لقصيدة ملحمية لعنترة بن شداد سنة 1898.

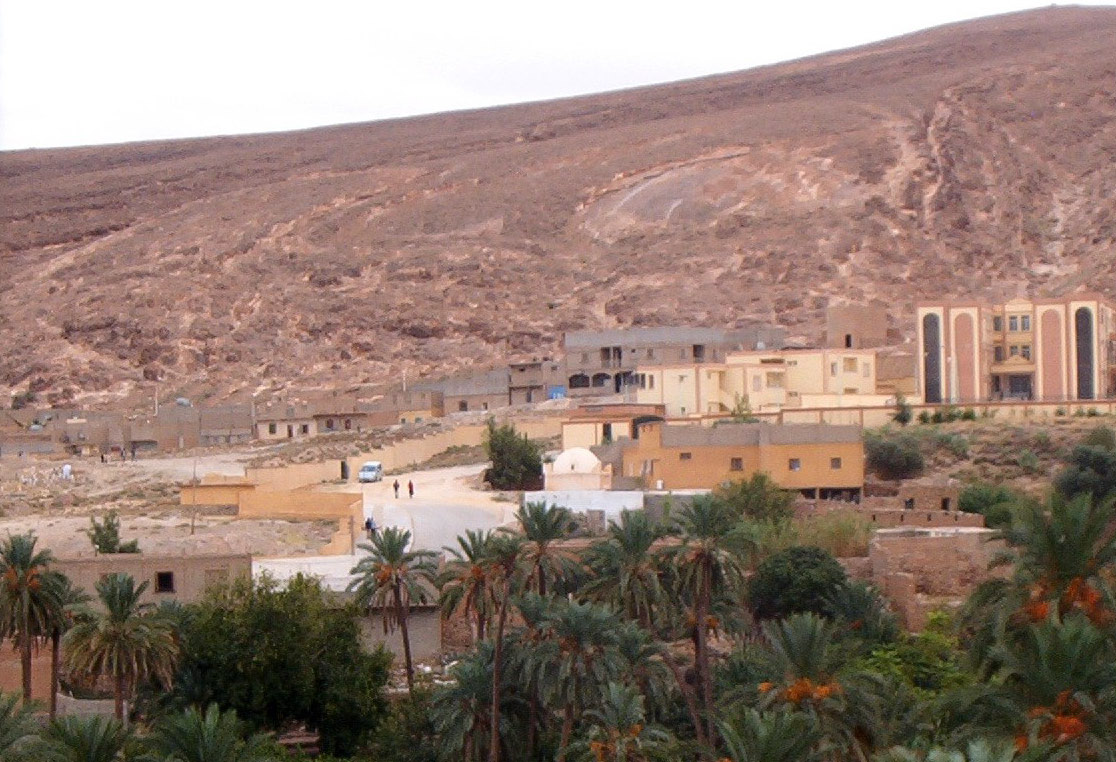
منطقة تواجد ضريح اتيان دينات ببوسعادة.
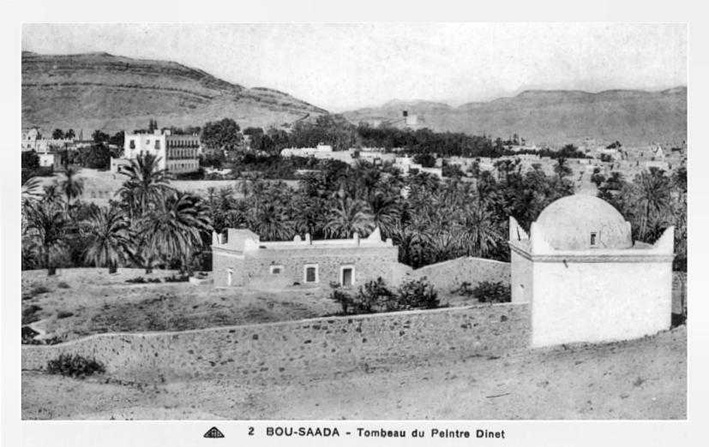
ضريح اتيان دينات.
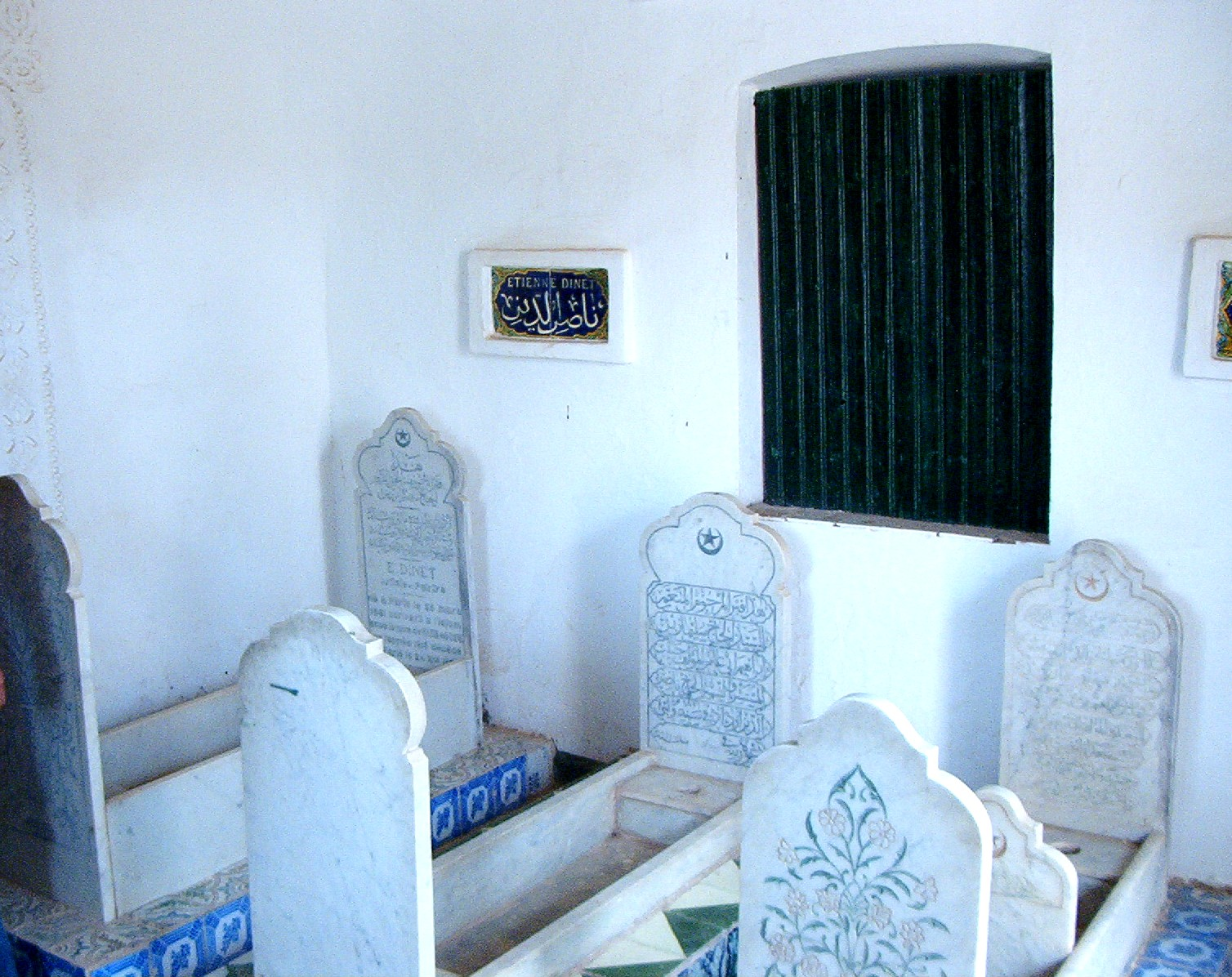
قبر اتيان دينات.

## وصلات خارجية
- تاريخ بوسعادة

1. ↑  إحصاء السكان لولاية المسيلة، 2023 نسخة محفوظة 03 مارس 2016 على موقع واي باك مشين.
2. ↑  GeoNames (بالإنجليزية), 2005, QID:Q830106
3. ↑  Communes de la daïra de Bou Saada نسخة محفوظة 20 يوليو 2016 على موقع واي باك مشين.
4. ↑  "ALGERIA: urban population". populstat.info. مؤرشف من الأصل في 2016-03-03. اطلع عليه بتاريخ 2016-07-27.
5. ↑  populstat.info نسخة محفوظة 10 أغسطس 2017 على موقع واي باك مشين.